# もっと高く
「もっと高く」（もっとたかく）は、日本の声優・歌手である鈴木愛奈の楽曲。鈴木の2枚目のシングルとして2020年11月18日にLantisより発売された。

## 制作
作詞は東京都に所在する番組制作会社『アミュージックパーティー』の代表取締役である浅田秀之、作曲は栗山健太が務めた。

## リリース、プロモーション
表題曲「もっと高く」は、鈴木が出演しているテレビアニメ『いわかける! - Sport Climbing Girls -』のオープニングテーマに起用された。
特定の販売店で購入した場合は、先着で各チェーン店ごとにブロマイドや缶バッジ、クリアファイルなどが特典として配布された。

## 音楽性

### もっと高く
音楽ナタリーのインタビューにて、鈴木は「自分とリンクする歌ではあるけれど、一番大事にしたことは、やっぱりアニメ『いわかける!』のオープニングテーマとして歌うことでした。その姿を私も幸与ちゃんを演じながら見ているので、彼女たちの強い意志を歌に込めさせていただきました」と述べている。

### Cocoon
カップリング曲であるこの楽曲は、コロナ禍の中で身動きが取れなくなっている人へのメッセージソングで、鈴木は「その状況に対応していく力を身に付けて、そこから羽ばたいていかなきゃいけないというメッセージが込められていると気付きまして。私は自分のことしか考えていなかったので「アプローチが違ったな」と。（中略）最初の声出しの段階からディレクションしていただきつつ、自分でも『ここはもうちょっと感情を込めてみよう』とか、改めてプランを練り直して。なので、普段のレコーディングよりも時間がかかった楽曲ではありました」と述べている

### Happiness
初回限定盤と通常盤のみのカップリング曲であるこの楽曲は、ニュージャックスウィングテイストとなっており、鈴木は「歌ったことのないタイプの楽曲がきたなと。表題曲の『もっと高く』がすごくさわやかで王道的なアニソンで、『Cocoon』がクールでカッコいい方向に振り切れている楽曲なので、この『Happiness』はかわいい楽曲にしたいという思惑があったんです。ただ、デモを聴いたときに、フェイクのパートはわりとカッコいい要素も入っていて。なので、最初は若干カッコいい側に引っ張られてしまっていたんですけど、自分の中で『かわいい歌い方とは?』といろいろアプローチを変えながら録っていきました」と述べている。

## シングル収録曲
| #         | タイトル       | 作詞       | 作曲               | 編曲           | 時間  |
| --------- | -------------- | ---------- | ------------------ | -------------- | ----- |
| 1.        | 「もっと高く」 | 浅田秀之   | 浅田秀之・栗山健太 | IKW            | 3:36  |
| 2.        | 「Cocoon」     | 藤林聖子   | ハマサキユウジ     | ハマサキユウジ | 4:30  |
| 3.        | 「Happiness」  | 春乃みかく | 三留一純           | 近田潔人       | 3:54  |
| 合計時間: | 合計時間:      | 合計時間:  | 合計時間:          | 合計時間:      | 12:00 |

| #  | タイトル                        | 作詞 | 作曲・編曲 |
| -- | ------------------------------- | ---- | ---------- |
| 1. | 「もっと高く」(Music Video)     |      |            |
| 2. | 「もっと高く」(MV Making Video) |      |            |

| #         | タイトル       | 作詞 | 作曲・編曲 | 時間 |
| --------- | -------------- | ---- | ---------- | ---- |
| 1.        | 「もっと高く」 |      |            | 3:36 |
| 2.        | 「Cocoon」     |      |            | 4:29 |
| 合計時間: | 合計時間:      | 8:05 |            |      |

## 参加ミュージシャン
| もっと高く - Guitar：太田翼 - Bass：ヤノアツシ - Trumpet：吉澤達彦 - Piano：田中ひなの - Chorus：宮原ひとみ | Cocoon - Chorus：吉田詩織 | Happiness - Guitar：近田潔人 - Chorus：稲泉りん |

## メディアでの使用
| # | 曲名           | タイアップ                                                             | 出典  |
| - | -------------- | ---------------------------------------------------------------------- | ----- |
| 1 | 「もっと高く」 | テレビアニメ『いわかける! - Sport Climbing Girls -』オープニングテーマ | [ 6 ] |

## リリース日一覧
| 地域 | リリース日     | レーベル | 規格                   | 規格品番   | 形態       |
| ---- | -------------- | -------- | ---------------------- | ---------- | ---------- |
| 日本 | 2020年11月18日 | Lantis   | CD+Blu-ray             | LACM-34063 | 初回限定盤 |
| 日本 | 2020年11月18日 | Lantis   | CD                     | LACM-24063 | 通常盤     |
| 日本 | 2020年11月18日 | Lantis   | CD                     | LACM-24064 | アニメ盤   |
| 日本 | 2020年11月18日 | Lantis   | デジタル・ダウンロード |            |            |

## チャート
| チャート                                | 最高 順位 | 出典   |
| --------------------------------------- | --------- | ------ |
| 日本・オリコン 週間CDシングルランキング | 10        | [ 2 ]  |
| Billboard Japan Hot Singles Sales       | 9         | [ 13 ] |

## 収録作品

### アルバム
| 楽曲           | アルバム          | 発売日        | 備考                  |
| -------------- | ----------------- | ------------- | --------------------- |
| 「もっと高く」 | 『Belle révolte』 | 2021年12月1日 | 2ndオリジナルアルバム |
| 「Cocoon」     | 『Belle révolte』 | 2021年12月1日 | 2ndオリジナルアルバム |

### 映像作品
| 楽曲           | アルバム                                                        | 発売日         | 備考             |
| -------------- | --------------------------------------------------------------- | -------------- | ---------------- |
| 「もっと高く」 | 『Aina Suzuki 1st Live Tour ring A ring - Prologue to Light -』 | 2021年10月13日 | 1stライブBlu-ray |
| 「Cocoon」     | 『Aina Suzuki 1st Live Tour ring A ring - Prologue to Light -』 | 2021年10月13日 | 1stライブBlu-ray |
| 「Happiness」  | 『Aina Suzuki 1st Live Tour ring A ring - Prologue to Light -』 | 2021年10月13日 | 1stライブBlu-ray |